# Pentti Haanpää
Pentti Haanpää (ur. 14 października 1905 w Pulkkila, zm. 30 września 1955 w Pyhäntä) – fiński pisarz nurtu realistycznego.
Syn rolnika, w młodości pracował jako drwal, co nadało styl i klimat jego powieściom. W swych utworach opisywał głównie prostych ludzi z północnej Finlandii. Występował przeciw wojnie i faszyzmowi (Isännät ja isäntien varjot; pol. Gospodarze i ich cienie)
Jego najważniejsze dzieło to Pomysł gubernatora (oryg. Jauhot – „Mąka”), w którym oddaje realia życia za carskich czasów, okres głodu i biedy.

## Twórczość literacka
- Maantietä pitkin (1925)
- Rikas mies (1925/1956)
- Kolmen Töräpään tarina (1927)
- Tuuli käy heidän ylitseen (1927)
- Kenttä ja kasarmi: kertomuksia tasavallan armeijasta (1928)
- Hota-Leenan poika (1929)
- Karavaani ja muita juttuja (1930)
- Noitaympyrä (1931/1956)
- Väljän taivaan alla (1932/1956)
- Ilmeitä isänmaan kasvoilla (1933/1956)
- Pojan paluu (1933/1956)
- Vääpeli Sadon tapaus (1935/1956)
- Isännät ja isäntien varjot: romaani talonpojan sortumisesta (1935)
- Syntyykö uusi suku eli Kaaleppi Köyhkänän vanhuus (1937)
- Lauma (1937)
- Taivalvaaran näyttelijä (1938)
- Ihmiselon karvas ihanuus (1939)
- Korpisotaa (1940)
- Nykyaikaa (1942)
- Yhdeksän miehen saappaat (1945)
- Jutut: valikoima tuotannosta (1946/1952)
- Heta Rahko korkeassa iässä: uusia juttuja (1947)
- Jauhot: tarina pakkasen jäljiltä (1949)
- Atomintutkija (1950)
- Iisakki Vähäpuheinen: muutamia muistelmia hänen elämästään (1953)
- Kiinalaiset jutut: muistikuvia (1954)
- Kolme mestarijuttua (1955)
- Puut (niedokończona powieść; 1955)
- Valitut teokset (zbiór prac; 1955)
- Kootut teokset (zbiór prac wydany w 10 częściach; 1956–1958)